# آرایشگر سویل (فیلم ۱۹۴۷)
آرایشگر شهر سویل (انگلیسی: The Barber of Seville) فیلم اپرا به کارگردانی ماریا کوستا است که در سال ۱۹۴۷ منتشر شد. فیلم اقتباسی از اپرای آرایشگر شهر سویل است.